# アイヌ音楽

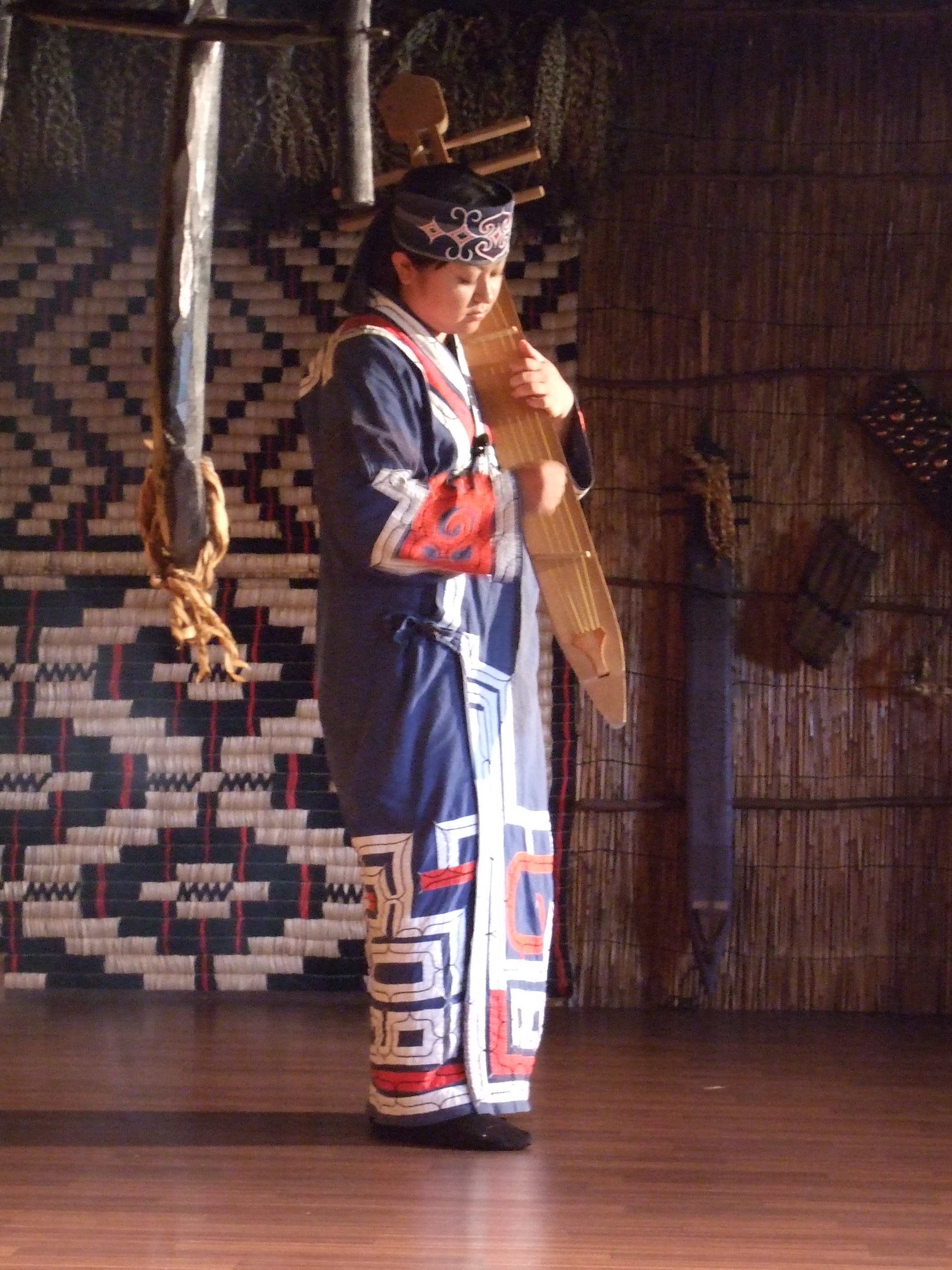
トンコリを演奏する女性

アイヌ音楽（アイヌおんがく）は、アイヌの生活文化の中で生まれた音楽である。本項では、録音され、CD、カセットテープなどの媒体によって流通しているものを主に取り上げ解説する。

## 概要
「音楽」という概念は、近代ヨーロッパで構造化された概念であるため、世界には「音楽」に似た概念を持たない文化、いわゆる音楽とは微妙に隔たりがある文化が存在する。また、現代において民族の文化がワールド・ミュージックとして紹介される際に、「音楽」の概念に含まれるか微妙なものも一律に音楽として紹介されることがある。アイヌの場合は、「音楽」に含まれうるものとして「ウポポ」があるが、音楽性も持っているが詞内容が重要でどちらかといえば文芸の系譜に属しそうな「ユカㇻ」もワールド・ミュージックとして紹介されている。
文字を持たない狩猟採集民族であるアイヌは音楽も全て口伝したため、その起源はいまだにはっきりしていない。近年様々な研究者によって聞き取り調査され、文字化されるようになった。

## 分類

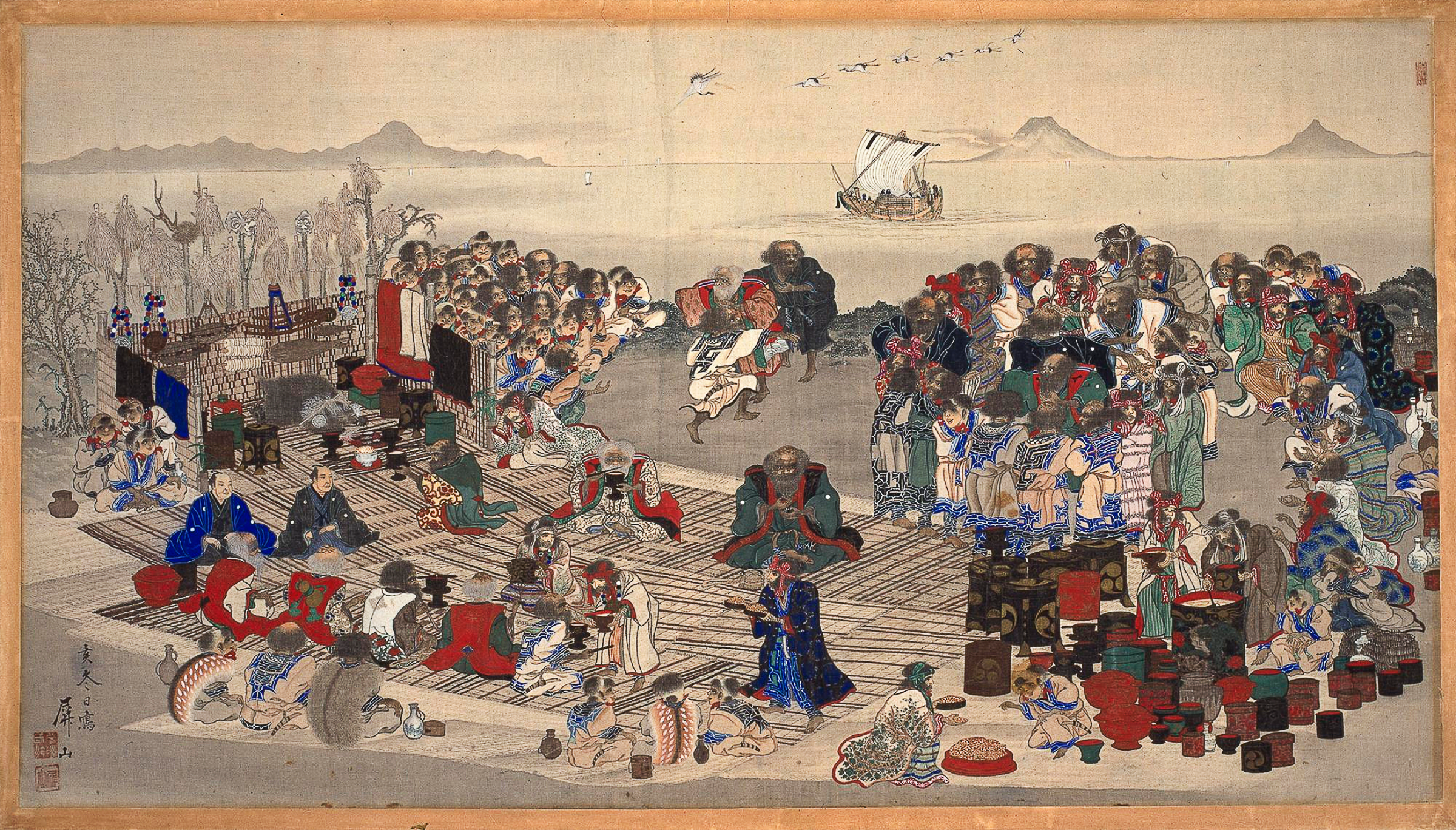
イオマンテの祝宴。村人はリㇺセ（輪踊り）やタㇷ゚カㇻ（踏舞）に興じる。祭壇前の上座には、場所の支配人と思しき和人が座す。平沢屏山が1875年に描いたアイヌ絵より

### ユカㇻ、カムイユカㇻ
ユーカラの項参照。
叙事詩と訳されることが多い。通常、屋内で語られる。話者はレㇷ゚ニという棒を持ち、囲炉裏の縁を軽く打ってリズムを取りつつ語る。元来、女性がユカㇻを語る際はリズムをつけず、そのようなユカㇻを「メノコユカㇻ」「ルパイユカㇻ」と呼んで区別していたが、ユカㇻを語れる者の減少に伴い、女性も男性と同じスタイルでユカㇻを語るようになった。主人公はたいていの場合ポンヤウンペという英雄的少年で、ポンヤウンペの一人称視点で語られる。ただし四人称接辞(a-, -an)が用いられる。カムイユカㇻも神の一人称視点で語られる。ただし除外的一人称複数の接辞(ci-, -as)が用いられる（方言の違いもある）。

### ウポポ

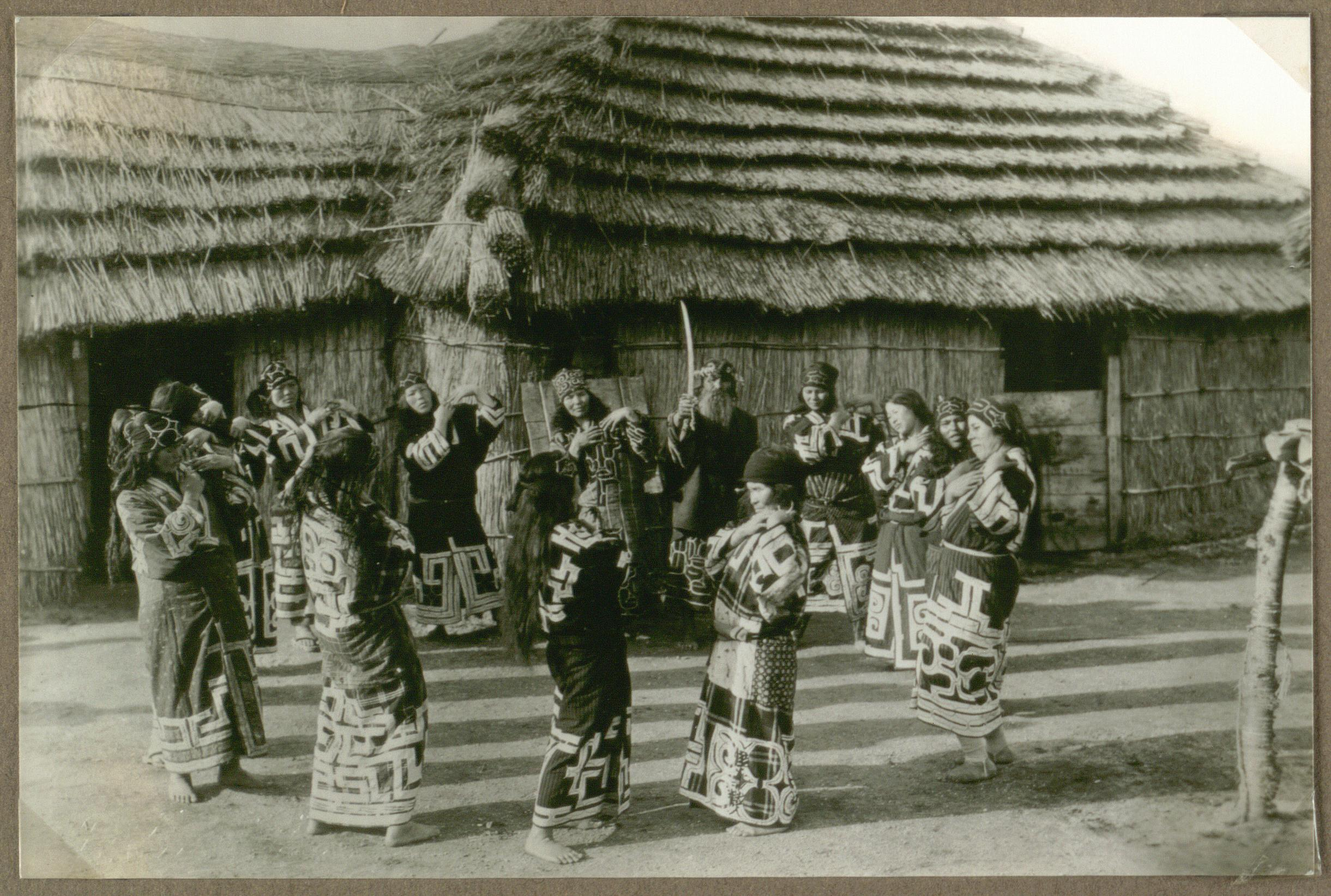
リㇺセ（輪踊り）に興じる人々

ウポポとは、「歌」を意味する。「座り歌」と訳されることもある。一種の輪唱の形式をしたもので、成句一つだけで歌われていることが多い。穀物を臼に入れて数人できねつきし、製粉、精白する際に歌われるイウタウポポ（杵歌）、舟こぎ歌のような労働歌もあれば、踊りながら歌う「リㇺセウポポ」、数人でシントコ（和人との交易で入手した漆塗りの容器）の蓋を囲み、手をたたいて拍子をとりつつ唄う輪唱「ロック・ウポポ」などがある。いずれにしろ即興性が高いのが特徴である。
昔、トンコリや太鼓がなかった地域では、必ず人が合いの手や手拍子などを返していたので「ウコウㇰウポポ」（互いに取る歌）とも言われる。

### 舞曲
踊りは、式典の種類に応じて踊ることが決められたものもあれば、約束事がなく人が集まればいつでも踊られうるものもある。決まっているものとしては、イヨマンテの際に踊られるイヨマンテリムセー、祭りの準備作業に伴う「酒造りの踊り」や「杵搗きの踊り」などがある。一方、ホリッパ（輪踊り）は、葬式のときを除けばいつでも踊られるものである。

### 子守唄
日高アイヌはイヨンノッカ、イヨンルイカなどと呼び、旭川アイヌや十勝アイヌはイフンケと呼ぶ（ただしイフンケの語は、日高の平取町二風谷あたりでは人を呪うという意味）。子守唄もまた即興性が高く、そのときの気持ちをそのまま歌うことが多い。一方で「オッホㇽㇽㇽㇽㇽㇽ...」と巻き舌発音で赤ん坊をあやすだけのこともある。

### ヤイサマ
即興歌と言われるヤイサマは語源としては「ヤイ＝自分、サマ＝側」で、自己紹介や現在の自分の気持ちなどを即興で歌にした。かつては若い男たちは愛の告白として女性に対してヤイサマを歌った。即興で自分のことを歌うところが、ラップにおけるフリースタイルに通ずるものがある。

### レクッカㇻ
レクッカㇻとは喉交換遊びである。ペアを組んだ女性が互いの顔を寄せ合い両手で口を覆って輪を作り、一方が送り込んだ音に即興で変調して音を送り返すゲームと言える。即興できない場合や息切れしたり、笑ってしまうと負けになる。
最後の口伝者（1973年没）の娘とのインタビューによるとレクッカㇻはイオマンテを行う際などの宗教的な側面も持っている。レクッカㇻはイオマンテで「神の土産物である肉体を受け取る」（殺される）動物の悲鳴を表すために作られたという。

## 楽器
- ムックリ（口琴）
- トンコリ（五弦琴）　トンクルとも
- ウマトンコリ（馬頭琴）
- パラライキ（バラライカ）
- カチョー（太鼓）
- ターク（太鼓）
- イオンカ、ヘニュード（笛）
- ネシコニカレフ（胡桃笛）

また鹿狩りに使うイパプケニという笛などもあった。

## 社会的意義

### 滅衰
アイヌの民族芸能は、明治以降の和人の活動によってアイヌの立場が抑圧されるなかでも、民族の社会的結束と連帯感を高めるため儀式やエンターテインメントとしての価値以外にも重要な手段だった。
1868年の明治改革以降、現在の北海道は明治政府の開拓事業によって森林が次々と伐開され、農地化されていった。これはアイヌ側にとってはコミュニティーや生活圏の破壊にほかならず、狩猟や漁労に依存する伝統的な生活様式を諦めなければならなかった。現在のアイヌ民族の間でアイヌ語がほとんど使用されないのは、アイヌ語が文字を持たない言語であり、同時に日本人への同化を余儀なくされたためである。

### 再来
日本で観光事業が発展して以降、北海道は国内外からの重要な観光地になった。20世紀以降、北海道にツーリズムが広まった折、「大自然」「日本本土から見て、異国的な情緒」とともに「アイヌ」は「古来の生活文化を伝える民族」として宣伝された。各地に「伝統的なアイヌの村」や「アイヌ博物館」が建立されたにもかかわらず、実際のアイヌ民族の権利は抑圧されていた。失われたはずの伝統が観光目的で保持されることについて、聖公会の宣教師ジョン・バチェラーなどは「アイヌの新しい搾取の仕方」だと批判した。
"The Japanese treat them better now, simply because they came to realize that the Ainu were a valuable curiosity worth preserving. There was no kindness or sentiment in it—none whatever. They quit trying to exterminate this shattered relic of a dying Caucasian race when visitors with money to spend began coming from all over the world just to see and study them. If today the Ainu are protected wards of the Government, and if the Government has paid me any honor, it is not because of a change of heart on the part of the Japanese; it is only because the Ainu became worth something to Japan."—1943年のジョン・バチェラーとジョン・パトリックの対談 
1997年に北海道旧土人保護法がアイヌ新法に変わった。公益財団法人、アイヌ文化振興・研究推進機構（アイヌ文化財団）が設立されたおかげで、アイヌ民族の伝統継承が法的に許された。

## 音楽家
白糠（釧路）
四宅ヤエ（1904 - 1980）
阿寒（釧路）
広野トヨ（1931年）、弟子シギ子（1931年）、日川キク子（1937年）、佐々木宮子（1944年）、床みどり（1951年）、KAPIW & APPAPO
十勝
安東ウメ子、豊川容子
千歳
中本ムツ子
旭川
MAREWREW（マレウレウ）
平取
平取アイヌ文化保存会
樺太
金谷フサ（トンコリ演奏）, 白川八重子（トンコリ演奏）
札幌
小川基（トンコリ・ムックリ演奏）

## 日本近現代音楽史への影響
アイヌ民族ではない日本人作曲家の音楽にも、アイヌ音楽やアイヌの文化から影響を受けた音楽が多く存在する。

### クラシック音楽・現代音楽
- 伊福部昭
  - 土俗的三連画 （1937年）
  - シンフォニア・タプカーラ（1954年、1979年）
  - アイヌの叙事詩による対話体牧歌（1956年）

《音楽芸術》1959年12月号には「アイヌ族の音楽」という論文を書いており、作曲活動全般に対してアイヌ音楽の影響を頻繁に述べている。また北海道放送の局名告知の際に流されていた音楽も、ウポポに着想を得て作曲。『ウポポ』というタイトルで親しまれた
- 早坂文雄 交響的組曲《ユーカラ》 （1955年）
- 吉松隆
  - 交響曲第1番「カムイチカプ交響曲」 Op.40 （1990年）
  - チカプ （フルートオーケストラのための）
- 平沢進
  - カムイ・ミンタラ(1992年)
  - 力の唄 (1994年)
- 早川博二 アイヌの輪舞（吹奏楽）
- 浜渦正志
- IMERUAT　アイヌハーフのMinaとのユニット。十勝地方のアイヌ語の「稲光」から。
- 佐原詩音
  - ペトルンカムイ（2018年）
  - 風の祝(はふり)（2021年）
- 向山千晴
  - 銀のしずく ふるふるまわりに（2018年）
  - ピリカピリカの主題による美しい変奏曲 （2021年）

### 合唱音楽
- 清水脩 - アイヌのウポポ
- 廣瀬量平 - カムイの森で
- 湯山昭 - コタンの歌
- 池辺晋一郎 - 北の祭
- 三善晃 - カムイの風
- 鈴木輝昭 - カムイ ユカラ

### ロック、ダブ
- OKI（加納 沖）DUB AINU BAND
- 結城幸司、アイヌ・アート・プロジェクト
- ソウル・フラワー・ユニオン
  - 『カムイ・イピリマ』（1993年）
  - 『ワタツミ・ヤマツミ』（1994年）

## 研究家
- 片山龍峯
- 萱野茂
- 甲地利恵[5]
- 近藤鏡二郎
- 谷本一之
- 千葉信彦[6]
- 中川 裕
- カルロ・フォルリヴェジ
- ブロニスワフ・ピウスツキ

## 音源の例
- 『アイヌ歌謡集 第1集』（1947年、コロムビア、PR152/177）[註 1][7]。
- 『アイヌ歌謡集 第2集』（1948年、コロムビア、PR360/374）[註 1][7]。
- 「アイヌ臼搗唄 イユタ・ウポポ」、「アイヌ英雄叙事詩 ユーカラ」1–5、「アイヌ民謠 タプカル・シノッチャ（踏舞歌）」、「アイヌ子守歌　イフンケ」（1949年、コロムビア、PR485 – 488）[註 1][7]。
- 『樺太アイヌ古謡』（1951年、NHK、VC17/37）[註 1][7]。
- 萱野茂監修・解説『JVC WORLD SOUNDS 日本／アイヌのうた』（2000年、JVC、VICG-60400） – 2000年2月収録[8]。
- 本田安次、萱野茂監修・解説『アイヌ・北方民族の芸能』（2008年、ビクター、VZCG-8395/7）– 1949年～1976年収録。1976年のLPの再発。[9][10]。